# Shareef O'Neal
Shareef Rashaun O'Neal (Los Ángeles, 11 de enero de 2000) es un jugador de baloncesto estadounidense que se encuentra sin equipo. Con 2,08 metros de altura, juega en la posición de pívot. Es hijo del exjugador de la NBA y miembro del Salón de la Fama Shaquille O'Neal.

## Trayectoria deportiva

### Inicios
Nacido en Los Ángeles, O'Neal es hijo del exjugador de la Asociación Nacional de Baloncesto (NBA) Shaquille O'Neal y Shaunie O'Neal . Tiene dos medios hermanos mayores, Taahirah y Myles, y tres hermanos menores: Amirah, Shaqir y Me'arah. A pesar de la fama de baloncesto de su padre, Shareef creció sin pasión por el juego y prefería el skateboarding. Su interés en el baloncesto creció después de que tuvo una actuación decepcionante en un juego de la Unión Atlética Amateur de la escuela secundaria y se le pidió que "demostrara que todos estaban equivocados" en la cancha. A los 13 años, O'Neal comenzó a entrenar regularmente y pudo hacer clavadas.

### Instituto
Comenzando en su temporada de primer año, O'Neal jugó baloncesto para Windward School en Los Ángeles en la posición de delantero. Sus videos destacados inmediatamente lo ayudaron a ganar popularidad en Internet y aparecieron en The Washington Post. Sin embargo, recibió un tiempo de juego limitado porque los seis seniors del equipo ganaron la mayor cantidad de minutos. El entrenador en jefe Steve Smith vio la primera temporada de O'Neal con Windward como un "año de aprendizaje" y esperaba que asumiera un papel más importante en la temporada siguiente. Al final de la temporada promediaba 3,7 puntos y 2,9 rebotes por partido. En mayo de 2015, O'Neal recibió una oferta de beca de la USC, la primera de un programa de la División I de la NCAA. En los meses siguientes, recibió ofertas adicionales de Baylor, LSU, UCLA y Kansas State .
O'Neal permaneció con Windward en su segundo año y vio una mejora significativa. En octubre de 2015, en un torneo en Fairfax High School que contó con muchos de los mejores equipos de secundaria de la nación, O'Neal anotó 23 puntos en la derrota ante Bishop Alemany. O'Neal, en diciembre, llamó la atención de los cazatalentos en el MaxPreps Holiday Classic a pesar de las dificultades de su equipo. Se hizo conocido como un swingman versátil con habilidades de manejo de pelota, tiro y defensa.
El 29 de junio de 2016, Los Angeles Times anunció que O'Neal se transferiría a Crossroads School en Santa Mónica. Se unió al equipo que se esperaba que asumiera un papel de liderazgo con el mejor recluta de la escuela secundaria, Ira Lee. El 6 de enero de 2017, O'Neal anotó 15 puntos en la victoria por 54-50 sobre el Brentwood . En una derrota por 44-80 ante Mater Dei el 17 de febrero, anotó 20 puntos en un enfrentamiento con Bol Bol, hijo del exjugador de la NBA Manute Bol.

#### Reclutamiento

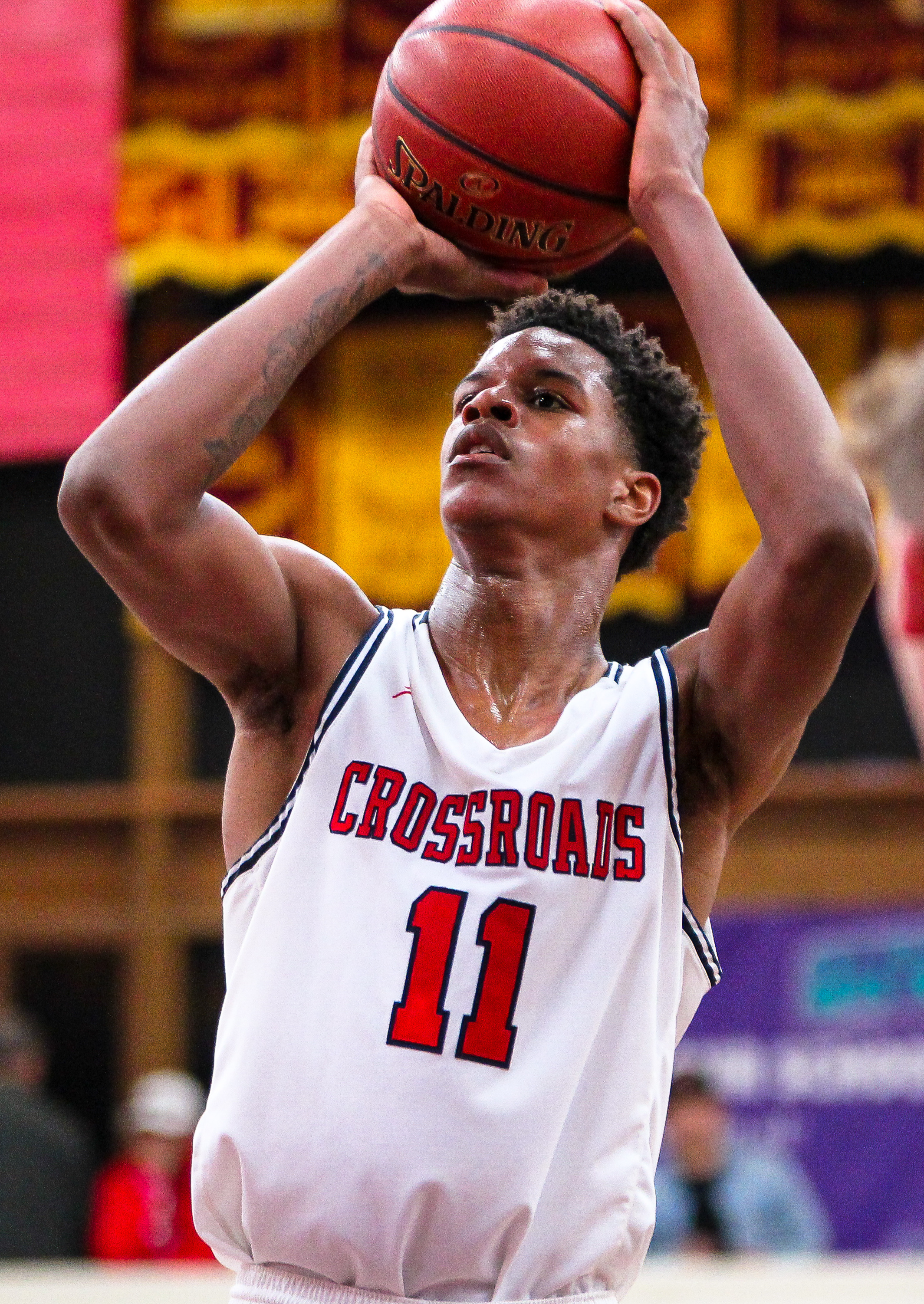
O'Neal con Crossroads School en 2017

En abril de 2017, O'Neal se comprometió a jugar baloncesto universitario para Arizona. El 24 de febrero de 2018, se retiró de Arizona inmediatamente después de las acusaciones de ESPN de que las escuchas telefónicas del FBI habían interceptado conversaciones telefónicas entre el entrenador de Arizona, Sean Miller, y un agente que discutía pagar $ 100,000 para asegurar que el jugador estrella Deandre Ayton firmara con Arizona. Debido a que firmó un acuerdo de ayuda financiera no vinculante con Arizona en lugar de una carta de intención formal, no requirió una liberación de Arizona para buscar una nueva escuela. O'Neal se comprometió verbalmente con UCLA el 27 de febrero, pero no firmó una Carta Nacional de Intención durante el período de firma que finalizó el 16 de mayo. Firmó con los Bruins en agosto.

### Universidad

#### UCLA (2018-2020)
Durante las prácticas durante el verano, O'Neal comenzó a lidiar con algunos problemas de salud y los médicos le dieron un monitor cardíaco para que lo usara. El 28 de septiembre de 2018, UCLA anunció que se perdería la temporada 2018-19 pero que permanecería inscrito en la escuela como camiseta roja médica. El personal médico de UCLA le diagnosticó una afección cardíaca, y se sometió a una cirugía en diciembre. Jugó en la Drew League durante el verano y luego en el juego de exhibición de los Bruins. Usó un dispositivo de monitoreo durante la práctica para la investigación posterior a la cirugía en su corazón, pero no lo usó durante los juegos.
En abril de 2019, UCLA contrató a Mick Cronin como su entrenador en jefe para reemplazar al despedido Steve Alford . O'Neal hizo su debut en UCLA en la apertura de la temporada 2019-20, jugando seis minutos sin anotar contra Long Beach State . El 14 de diciembre de 2019, tuvo su mejor juego de la temporada con ocho puntos y 11 rebotes, el máximo de su carrera, en una derrota contra Notre Dame . En una victoria contra California el 19 de enero de 2020, Cronin eligió no jugar contra O'Neal por quinta vez durante la temporada. El 22 de enero, O'Neal anunció que dejaba UCLA. Promedió 2,2 puntos y 2,9 rebotes en 10,2 minutos por partido como reserva de los Bruins, que tenían marca de 9-9 en ese momento.

#### LSU (2020-2022)
El 14 de febrero de 2020, O'Neal anunció que se transferiría a la Universidad Estatal de Luisiana, donde su padre jugaba baloncesto universitario. O'Neal sufrió una lesión en el pie que lo mantuvo alejado de los primeros juegos de conferencia de los Tigres de la temporada 2020-21, y se limitó a 10 juegos jugados en total durante la temporada. Se perdió los primeros 12 juegos de 2021-22 mientras se recuperaba de su lesión en el pie. Jugó 14 partidos, promediando 2,9 puntos y 2,1 rebotes mientras jugaba una media de 9,4 minutos por partido. Finalizada la temporada, ingresó al portal de fichajes .
El 6 de junio de 2022, O'Neal se declaró para el draft de la NBA después de que lo colocaran por error en la lista de los primeros participantes que se habían retirado del draft.

#### Estadísticas
| Año     | Equipo | PJ       | PT       | MPP      | %TC      | %3P      | %TL      | RPP      | APP      | ROB      | TPP      | PPP      |
| ------- | ------ | -------- | -------- | -------- | -------- | -------- | -------- | -------- | -------- | -------- | -------- | -------- |
| 2018–19 | UCLA   | Redshirt | Redshirt | Redshirt | Redshirt | Redshirt | Redshirt | Redshirt | Redshirt | Redshirt | Redshirt | Redshirt |
| 2019–20 | UCLA   | 13       | 0        | 10.2     | .321     | .333     | .474     | 2.9      | .2       | .3       | .2       | 2.2      |
| 2020–21 | LSU    | 10       | 0        | 14.5     | .375     | .182     | .500     | 4.4      | .0       | .5       | .5       | 2.8      |
| 2021–22 | LSU    | 14       | 0        | 9.2      | .500     | .143     | .467     | 2.1      | .1       | .1       | .4       | 2.9      |
| Total   | Total  | 37       | 0        | 11.0     | .405     | .208     | .480     | 3.0      | .1       | .3       | .4       | 2.6      |

### Profesional
Tras no ser seleccionado en el draft de la NBA de 2022, O'Neal jugó con Los Angeles Lakers en la NBA Summer League de 2022. Pero el 25 de julio firma con los Ignite de la NBA G League. Allí disputa la temporada 2022-23 jugando 20 encuentros y promediando 5,6 puntos.